# 1442
Il 1442 (MCDXLII in numeri romani) è un anno  del XV secolo.

## Eventi
- 12 giugno – Alfonso V d'Aragona viene incoronato re di Napoli. Incomincia per la città partenopea un periodo storico felice.

### Americhe
- Gli esploratori portoghesi Diogo de Teive e Pedro Vásquez, spinti dalla corrente verso nord nel loro viaggio verso le isole Azzorre, arrivano nelle vicinanze dei Grandi Banchi di Terranova.

## Nati
- 1º gennaio - Margherita di Baviera, principessa († 1479)
- 23 aprile - Elena Paleologa, principessa bizantina († 1469)
- 28 aprile - Edoardo IV d'Inghilterra, re († 1483)
- 24 giugno - Gian Giacomo Trivulzio, nobile, militare e politico italiano († 1518)
- 3 luglio - Go-Tsuchimikado, imperatore giapponese († 1500)
- 13 luglio - Vannozza Cattanei, italiana († 1518)
- 3 agosto - Galeotto I Pico della Mirandola, condottiero e nobile italiano († 1499)
- 20 agosto - Ventura Vitoni, architetto italiano († 1522)
- 6 settembre - Renato de' Pazzi, politico italiano († 1478)
- 8 settembre - John de Vere, XIII conte di Oxford, nobile e militare britannico († 1513)
- 27 settembre - John de la Pole, II duca di Suffolk, duca
- Tamás Bakócz, cardinale e arcivescovo cattolico ungherese († 1521)
- Benedetto da Maiano, architetto e scultore italiano († 1497)
- Urbano Bolzanio, umanista e grecista italiano († 1524)
- William Bonville, VI barone Harington, nobile britannico († 1460)
- Federico di Saluzzo, vescovo cattolico italiano († 1483)
- Agostino Fregoso, condottiero italiano († 1486)
- Hatakeyama Masanaga, militare giapponese († 1493)
- Maria di Tver', nobile († 1467)
- Katherine Neville, nobile britannica
- Niccolò Orsini, condottiero italiano († 1510)
- Erhard Ratdolt, tipografo tedesco († 1528)
- Toki Shigeyori, militare giapponese († 1497)
- Domenico della Rovere, cardinale e vescovo cattolico italiano († 1501)

## Morti
- 2 febbraio - Rinaldo degli Albizzi, politico italiano (n. 1370)
- 2 febbraio - Guglielmo da Casale, religioso italiano
- 28 aprile - Francesco di Challant, nobile italiano
- 20 giugno - Battista Fregoso, doge (n. 1380)
- 5 agosto - Ugo di Lusignano, cardinale e arcivescovo cattolico cipriota
- 29 agosto - Giovanni VI di Bretagna, nobile francese (n. 1389)
- 14 ottobre - Matteo Ronto, poeta e latinista italiano
- 18 ottobre - Giovanni d'Aviz, nobile (n. 1400)
- 1º novembre - Giovanni V di Meclemburgo, principe (n. 1418)
- 13 novembre - Elisabetta di Baviera-Landshut, nobile tedesca (n. 1383)
- 4 dicembre - Andrea Redusi, funzionario, diplomatico e militare italiano
- 18 dicembre - Pierre Cauchon, vescovo cattolico francese (n. 1371)
- 19 dicembre - Elisabetta di Lussemburgo, nobile tedesca (n. 1409)
- 28 dicembre - Caterina di Brunswick-Lüneburg, nobile (n. 1395)
- Al-Maqrizi, storico egiziano (n. 1364)
- Ephraim Alnaqua, spagnolo (n. 1359)
- Caterina Gattilusio, nobildonna bizantina
- Pierre de Nesson, poeta francese (n. 1383)
- Margherita di Berg, nobildonna tedesca (n. 1364)

## Calendario
| Calendario 1442 | Calendario 1442 | Calendario 1442 | Calendario 1442 | Calendario 1442 | Calendario 1442 | Calendario 1442 | Calendario 1442 | Calendario 1442 | Calendario 1442 | Calendario 1442 | Calendario 1442 | Calendario 1442 | Calendario 1442 | Calendario 1442 | Calendario 1442 | Calendario 1442 | Calendario 1442 | Calendario 1442 | Calendario 1442 | Calendario 1442 | Calendario 1442 | Calendario 1442 | Calendario 1442 | Calendario 1442 | Calendario 1442 | Calendario 1442 | Calendario 1442 | Calendario 1442 | Calendario 1442 | Calendario 1442 | Calendario 1442 | Calendario 1442 |
| --------------- | --------------- | --------------- | --------------- | --------------- | --------------- | --------------- | --------------- | --------------- | --------------- | --------------- | --------------- | --------------- | --------------- | --------------- | --------------- | --------------- | --------------- | --------------- | --------------- | --------------- | --------------- | --------------- | --------------- | --------------- | --------------- | --------------- | --------------- | --------------- | --------------- | --------------- | --------------- | --------------- |
|                 | 1               | 2               | 3               | 4               | 5               | 6               | 7               | 8               | 9               | 10              | 11              | 12              | 13              | 14              | 15              | 16              | 17              | 18              | 19              | 20              | 21              | 22              | 23              | 24              | 25              | 26              | 27              | 28              | 29              | 30              | 31              |                 |
| Gennaio         | Lu              | Ma              | Me              | Gi              | Ve              | Sa              | Do              | Lu              | Ma              | Me              | Gi              | Ve              | Sa              | Do              | Lu              | Ma              | Me              | Gi              | Ve              | Sa              | Do              | Lu              | Ma              | Me              | Gi              | Ve              | Sa              | Do              | Lu              | Ma              | Me              |                 |
| Febbraio        | Gi              | Ve              | Sa              | Do              | Lu              | Ma              | Me              | Gi              | Ve              | Sa              | Do              | Lu              | Ma              | Me              | Gi              | Ve              | Sa              | Do              | Lu              | Ma              | Me              | Gi              | Ve              | Sa              | Do              | Lu              | Ma              | Me              |                 |                 |                 |                 |
| Marzo           | Gi              | Ve              | Sa              | Do              | Lu              | Ma              | Me              | Gi              | Ve              | Sa              | Do              | Lu              | Ma              | Me              | Gi              | Ve              | Sa              | Do              | Lu              | Ma              | Me              | Gi              | Ve              | Sa              | Do              | Lu              | Ma              | Me              | Gi              | Ve              | Sa              |                 |
| Aprile          | Do              | Lu              | Ma              | Me              | Gi              | Ve              | Sa              | Do              | Lu              | Ma              | Me              | Gi              | Ve              | Sa              | Do              | Lu              | Ma              | Me              | Gi              | Ve              | Sa              | Do              | Lu              | Ma              | Me              | Gi              | Ve              | Sa              | Do              | Lu              |                 |                 |
| Maggio          | Ma              | Me              | Gi              | Ve              | Sa              | Do              | Lu              | Ma              | Me              | Gi              | Ve              | Sa              | Do              | Lu              | Ma              | Me              | Gi              | Ve              | Sa              | Do              | Lu              | Ma              | Me              | Gi              | Ve              | Sa              | Do              | Lu              | Ma              | Me              | Gi              |                 |
| Giugno          | Ve              | Sa              | Do              | Lu              | Ma              | Me              | Gi              | Ve              | Sa              | Do              | Lu              | Ma              | Me              | Gi              | Ve              | Sa              | Do              | Lu              | Ma              | Me              | Gi              | Ve              | Sa              | Do              | Lu              | Ma              | Me              | Gi              | Ve              | Sa              |                 |                 |
| Luglio          | Do              | Lu              | Ma              | Me              | Gi              | Ve              | Sa              | Do              | Lu              | Ma              | Me              | Gi              | Ve              | Sa              | Do              | Lu              | Ma              | Me              | Gi              | Ve              | Sa              | Do              | Lu              | Ma              | Me              | Gi              | Ve              | Sa              | Do              | Lu              | Ma              |                 |
| Agosto          | Me              | Gi              | Ve              | Sa              | Do              | Lu              | Ma              | Me              | Gi              | Ve              | Sa              | Do              | Lu              | Ma              | Me              | Gi              | Ve              | Sa              | Do              | Lu              | Ma              | Me              | Gi              | Ve              | Sa              | Do              | Lu              | Ma              | Me              | Gi              | Ve              |                 |
| Settembre       | Sa              | Do              | Lu              | Ma              | Me              | Gi              | Ve              | Sa              | Do              | Lu              | Ma              | Me              | Gi              | Ve              | Sa              | Do              | Lu              | Ma              | Me              | Gi              | Ve              | Sa              | Do              | Lu              | Ma              | Me              | Gi              | Ve              | Sa              | Do              |                 |                 |
| Ottobre         | Lu              | Ma              | Me              | Gi              | Ve              | Sa              | Do              | Lu              | Ma              | Me              | Gi              | Ve              | Sa              | Do              | Lu              | Ma              | Me              | Gi              | Ve              | Sa              | Do              | Lu              | Ma              | Me              | Gi              | Ve              | Sa              | Do              | Lu              | Ma              | Me              |                 |
| Novembre        | Gi              | Ve              | Sa              | Do              | Lu              | Ma              | Me              | Gi              | Ve              | Sa              | Do              | Lu              | Ma              | Me              | Gi              | Ve              | Sa              | Do              | Lu              | Ma              | Me              | Gi              | Ve              | Sa              | Do              | Lu              | Ma              | Me              | Gi              | Ve              |                 |                 |
| Dicembre        | Sa              | Do              | Lu              | Ma              | Me              | Gi              | Ve              | Sa              | Do              | Lu              | Ma              | Me              | Gi              | Ve              | Sa              | Do              | Lu              | Ma              | Me              | Gi              | Ve              | Sa              | Do              | Lu              | Ma              | Me              | Gi              | Ve              | Sa              | Do              | Lu              |                 |